# قرص ألدرسون
يعد قرص ألدرسون (المسمى على اسم مبتكره دان ألدرسون) بنية فلكية اصطناعية افتراضية ضخمة، مثل رينغ ورلد للاري نيفيل ومغلاف دايسون. القرص عبارة عن طبق عملاق سمكه عدة آلاف الأميال. تقع الشمس في الفتحة الموجودة في منتصف القرص. يعادل المحيط الخارجي لقرص ألدرسون مدار المريخ أو المشتري تقريبًا. وفقًا للاقتراح، ستكون كتلة القرص الكبيرة أكبر من كتلة شمسه.
ستحاط الفتحة بجدار طوله ألف ميل لمنع انجراف الغلاف الجوي إلى الشمس. وسيحافظ المحيط الخارجي على نفسه.
ستكون الضغوط الميكانيكية داخل القرص أكبر بكثير من أن تتحملها أي مادة معروفة، وبالتالي لن يتنقل مثل هذا الهيكل إلى حيز الهندسة الاستكشافية حتى تصبح المواد وعلوم البناء متطورة للدرجة الكافية. يتطلب بناء هيكل ضخم بهذا الحجم كمية مواد تفوق بكثير كمية المواد الموجودة في المجموعة الشمسية.
يمكن أن توجد الحياة على جانبي القرص، رغم أن الحرارة في المناطق القريبة من الشمس ستجعل الحياة مستحيلة دون حماية. وعلى العكس، فإن الكائنات الحية البعيدة عن الشمس ستتجمد. لذا، لكي يصبح هذا الهيكل بأكمله صالحًا للعيش، يجب أن يشمل عددًا كبيرًا من أنظمة دعم الحياة. حتى بغياب مثل هذه الأنظمة، فإن مساحة السطح الصالحة للعيش ستعادل عشرات ملايين مساحة الأرض.
نظرًا لأن الشمس ستبقى ثابتة، فلن تكون هناك دورة نهارية/ليلية، بل مجرد شفق دائم. يمكن حل هذه المشكلة من خلال إجبار الشمس على الصعود والهبوط داخل القرص، لإضاءة الجانبين بالتناوب.

## في الثقافة العامة
اقترح كاتب الخيال العلمي لاري نيفين عام 1974 أن قرص ألدرسون «سيكون مكانًا رائعًا لتمثيل الروايات القوطية أو روايات السحر والشعوذة. فالجو مناسب، وهناك وحوش حقيقية.» ولأن المنطقة الصالحة للحياة البشرية ضيقة نسبيًا، يمكن مشاركة القرص (وتكاليف بنائه) مع الفضائين من كواكب أكثر سخونة وبرودة. وخلال فترات طويلة من الزمن، ستتطور أشكال الحياة لتسوية المناطق قليلة السكان فيما بينها. «وإذا توجب سقوط حضارة، فقد تصبح الأمور مخيفة ومثيرة للاهتمام».
كان قرص ألدرسون (غادويل) سمة بارزة في كتاب الرسوم الهزلية ألترافيرس لشركة ماليبو كوميكس. قُسم غادويل إلى مجتمعين، استخدم أحدهما التكنولوجيا واستخدم الآخر السحر (عاش كل منهما في جانبه الخاص من القرص). صمّم لاري نيفين غادويل، وكتب قصصًا تحيط بأحداث معينة فيها.